# Dirk I van Brederode
Dirk van Teylingen, heer van Brederode (Latijn: Theodericus de Theylingen) (ca. 1180 - 1236) was heer van Brederode en drossaard van de graven van Holland.
Hij was een zoon van Willem van Teylingen. Het is onzeker of zijn moeder Maria van Castricum of Agnes van Bentheim was. Dirk (I) wordt door historici gezien als grondlegger van het huis Brederode; het grondgebied van Brederode was echter al in het bezit van zijn vader, die uit het geslacht Van Teylingen voortkwam, waardoor hij mogelijk niet de eerste heer van Brederode was.
In 1226 werd Dirk benoemd tot drossaard aan het hof van de graaf van Holland. Hij diende onder Floris IV van Holland en Willem I van Holland. Bij afwezigheid van de graaf was hij tevens zijn eerste vervanger.
Dirk huwde omstreeks 1215 met Aleid Alveradis van Heusden; zij kregen minstens zes kinderen:
- Willem, 2e heer van Brederode 1226—1285 - Opvolger
- Dirk van Brederode 1228—±1279, rond 1255 tot ridder geslagen.
- Floris van Brederode 1230—1306, heer van Doortoge en van Zegwaard
- Aleidis van Brederode 1232—±1262
- Catharina van Brederode 1234—?
- Agnies van Brederode ±1245—±1280

Aleid van Heusden huwde na de dood van Dirk met Herbaren II van der Lede.